# Pilaria carbonipes holomelania
Pilaria carbonipes holomelania is een ondersoort van de tweevleugelige Pilaria carbonipes uit de familie steltmuggen (Limoniidae). De soort komt voor in het Oriëntaals gebied.